# Aéroport d'Inongo
L'aeroport d'Inongo' (code IATA : INO • code OACI : FZBA) est l'aéroport de la province de Mai-Ndombe dans la ville de Inongo en République démocratique du Congo.

## Situation
| Bandundu Basango Mboliasa Bunia Gbadolite Gemena Goma Ilebo Kalemie Kananga Kikwit Kindu Kinshasa-Ndjili Kinshasa-N'Dolo Kisangani Kolwezi Lodja Lubumbashi Matari Matadi Mbandaka Mbuji Mayi Nioki Tshikapa Tshumbe |